# São Paulo Acontece
São Paulo Acontece foi um programa jornalístico da Band São Paulo exibido de 07 de agosto de 2006 a 06 de março de 2012. Começou como um noticiário sobre a cidade, falando dos assuntos do cotidiano e trazendo as notícias do dia e depois, passou a falar exclusivamente de Futebol.
Os primeiros apresentadores foram José Nello Marques e Silvia Vinhas (que fazia seu único projeto fora do Jornalismo Esportivo). Em 2007, Flávia Cavalcanti assumiu o programa e ficou até 2009, quando José Luiz Datena comandou o jornal, que mudou de horário (era a tarde) e foi para o período da manhã. No mesmo ano, Millena Machado assmuiu o comando e Datena voltou ao jornal em outubro, agora com outro formato falando de Futebol.
Datena rescindiu o contrato com a emissora do Morumbi em 16 de junho de 2011, para assinar com a Rede Record.. Com isso, Neto virou apresentador (ficou mesmo com a volta de Datena a Band no mesmo ano).
Juntamente com o locutor e radialista Ulisses Costa e com os ex-jogadores de futebol Denílson de Oliveira Araújo e Edmundo, Neto realizava um bate-papo sobre os acontecimentos do mundo da bola, com enquetes e entrevistas, sempre com a interatividade do telespectador.
Reportagens e entrevistas ficavam a cargo do jornalista Luiz Ceará.
O programa era exibido às 13h de segunda a sexta, logo após a edição local do Jogo Aberto. No dia 21 de maio, passou a ser exibido aos sábados logo após o Jornal da Band. A edição de sábado não seguia o formato das edições diárias, mas foi extinta depois. Ainda que seja um programa local, também foi exibido para todo o país pela Sky no canal 15 e no canal 20 da Via Embratel.
Em 06 de março de 2012, iria ao ar a última edição do jornal. Um dia depois, estreava Os Donos da Bola.

## Apresentadores
- José Nélio Marques (2006-2007)
- Silvia Vinhas (2006-2007)
- Flávia Cavalcanti (2007-2009)
- Millena Machado (2007-2010)
- José Luiz Datena (2009-2011)
- José Ferreira Neto (2011-2012)

## Comentaristas
- Ulisses Costa (2010-2012)
- José Ferreira Neto (2010-2012)
- Denílson de Oliveira Araújo (2011-2012)
- Edmundo (2011-2012)
- Leandro Quesada

## Versões Locais
Na época em que era um telejornal matinal, o programa originou outras versões de telejornais exibidos nas filiais e afiliadas da Band pelo Brasil:
- RS Acontece (Band RS)
- SC Acontece (TV Barriga Verde)
- PR Acontece (Band Paraná)
- Acontece Regional (Band Vale)
- RJ Acontece (Band Rio)
- MG Acontece (Band Minas)
- DF Acontece (Band Brasília)
- Jornal da Bahia (Band Bahia).